# Culture de la Bosnie-Herzégovine
 (mars 2015).
Si vous disposez d'ouvrages ou d'articles de référence ou si vous connaissez des sites web de qualité traitant du thème abordé ici, merci de compléter l'article en donnant les références utiles à sa vérifiabilité et en les liant à la section « Notes et références ».

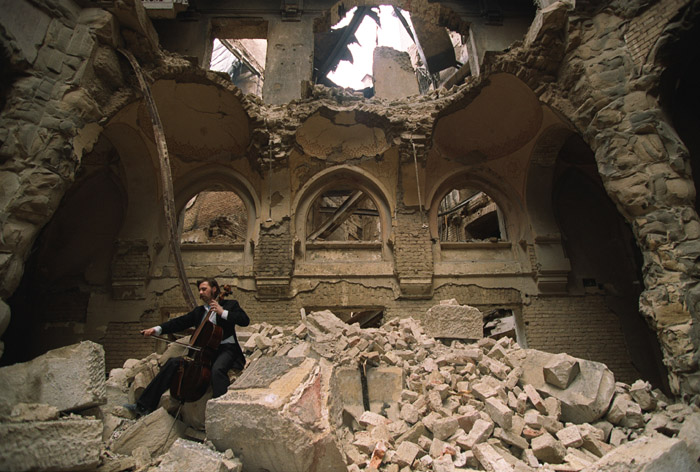
Le violoncelliste Vedran Smailović jouant au milieu des décombres de la Bibliothèque nationale de Sarajevo (1992).

La culture de la Bosnie-Herzégovine, pays d'Europe du Sud-Est, désigne d'abord les pratiques culturelles observables de ses habitants (3 600 000, estimation 2017).
Du passé, les richesses architecturales et artistiques sont innombrables et de ce même passé est né un épanouissement intellectuel et artistique majeur.
La Bosnie-Herzégovine est une riche terre d'art et de culture. Sa capitale, Sarajevo, était la capitale intellectuelle et artistique des Balkans. L'histoire du pays a été influencée par les grandes civilisations qui s'y sont succédé. Les conquêtes romaines, byzantines, les sièges des Hongrois, Ottomans et austro-hongroise ont influencé la création et suscité toutes les vocations.
La diversité des religions, notamment, a engendré les premiers textes et peintures liés aux églises orthodoxes et catholique, aux mosquées et synagogues.
La guerre a bouleversé le pays et plus d'un tiers des monuments historiques bosniaques (mémoricide) ont été détruits durant la guerre 1992-1995, comme la Bibliothèque nationale de Sarajevo (architecture austro-hongroise) ou la fameuse mosquée de Foca (XVe siècle), qui était l'une des plus belles du pays. Une grande partie du patrimoine religieux musulman (2 000 monuments) a été méthodiquement détruite pour ne plus laisser aucune trace de cette civilisation. Aujourd'hui grâce à l'UNESCO beaucoup de ces monuments ont été répertoriés et sauvés comme le Stari Most, un pont à Mostar (XVIe siècle).

## Langues, peuples, cultures

### Langues
- Langues en Bosnie-Herzégovine, Langues de Bosnie-Herzégovine :
  - Bosnien, Croate, Serbe
  - Chtokavien, Iékavien, Ikavien,
- Langue des signes yougoslave
- Langues étrangères : anglais, allemand, turc
- Alphabet latin serbe et Alphabet cyrillique serbe
- Langues slaves, Slavistique

### Peuples
- Démographie de la Bosnie-Herzégovine
- Groupes ethniques en Bosnie-Herzégovine
  - Bosniaques, Croates, Maezaei, Musulmans (nationalité), Ruthènes, Serbes de Bosnie

- Immigration
- Émigration, expatriation : Diaspora bosnienne
- Bosniaques, Herzégoviens
- Crise migratoire en Europe (2010-)

### Religion(s)
- Religion en Bosnie-Herzégovine, Religion en Bosnie-Herzégovine (rubriques)
- Islam en Bosnie-Herzégovine (rubriques) (50-51 %), Islam en Bosnie-Herzégovine
  - Islamisation de la Bosnie-Herzégovine (en) (à l'époque ottomane)
- Christianisme en Bosnie-Herzégovine (rubriques) (45-46 %)
  - Orthodoxie (30-31 %, contre 40 % vers 1800) Eastern Orthodoxy in Bosnia and Herzegovina (en)
  - Église catholique en Bosnie-Herzégovine (15-16 %), Église bosnienne (1252- vers 1500), Hval's Codex (en), Bogomilisme
  - Province franciscaine de Bosnie-Herzégovine (en), Couvents franciscains en Bosnie-Herzégovine
  - Protestantisme
- Autres spiritualités
  - Foi Baha'ie en Bosnie-Herzégovine (en)	(< 6000)
  - Judaïsme en Bosnie-Herzégovine (rubriques) (< 1000 en 2011, contre 12000 en 1940),, Histoire des Juifs en Bosnie-Herzégovine, Holocauste, Vieille synagogue de Sarajevo
  - Rodnovérie, Néopaganisme slave, Congrès européen des religions ethniques
  - Hindouisme en Bosnie-Herzégovine (en) ( < 1000)
- Irréligion, agnosticisme (< 1 %)
- Indifférence ou prudence (< 1 %)
- Liberté de culte en Bosnie-Herzégovine
- Conseil interreligieux de Bosnie-Herzégovine (en)
- ségrégation religieuse en Bosnie-Herzégovine (en)

### Symboles
- Armoiries de la Bosnie-Herzégovine, Drapeau de la Bosnie-Herzégovine
- Intermeco, hymne national de la Bosnie-Herzégovine
- Ordres, décorations et médailles de Bosnie-Herzégovine (en)

### Folklore et Mythologie
- Mythologie slave, Mythologie slave (rubriques)
- Personnages de la mythologie slave
  - Drekavac
  - Hasanaginica

### Fêtes
- Fêtes et jours fériés en Bosnie-Herzégovine

## Société
- Bosniaques, Bosniens
- Herzegovinians (en)
- List of Bosnian and Herzegovinian people (en)
- List of Bosniaks (en)
- Personnalités bosniennes

### Famille
- Genre
  - Histoire et Droits LGBT en Bosnie-Herzégovine
- Femmes, Histoire des femmes en Bosnie-Herzégovine
- Naissance
- Noms
  - Patronymes bosniaques[1]
  - Prénoms bosniaques[2], Prénoms bosniens
- Enfance
- Jeunesse
- Sexualité
- Union maritale
- Emploi
- Vieillesse
- Mort
- Funérailles

### Éducation
- Éducation en Bosnie-Herzégovine (en)
- Éducation en Bosnie-Herzégovine (rubriques)
- Science en Bosnie-Herzégovine, Science en Bosnie-Herzégovine (rubriques)
- List of universities in Bosnia and Herzegovina (en)
  - Université de Sarajevo, Université de Sarajevo-Est (en)
  - Université de Banja Luka, Université de Tuzla
  - Université de Bihać (en), Université de Bijeljina (en), Université de Mostar (en), Université de Travnik (en), Université de Zenica (en), Université de Sinergija (en)
  - Liste des universités (privées et publiques) à Sarajevo (en)
  - Réseau des Universités des Balkans (de)
- Liste des pays par taux d'alphabétisation
- Liste des pays par IDH

### Droit
- Criminalité en Bosnie-Herzégovine
- Droits de l'homme en Bosnie-Herzégovine
- Histoire LGBT en Bosnie-Herzégovine (en)
- Droits LGBT en Bosnie-Herzégovine
- Corruption in Bosnia and Herzegovina (en)
- Human Rights Chamber for Bosnia and Herzegovina (en)
- Mafia bosniaque
- Rapport Bosnie-Herzégovine 2016-2017 d'Amnesty International

### Divers
- Costumes nationaux de Bosnie-Herzégovine
- Histoire culturelle de la Bosnie-Herzégovine (en)

### État
- Histoire de la Yougoslavie (1945-1992), Guerres de Yougoslavie (1991-2001)
- Histoire de la Serbie, Histoire de la Serbie (rubriques)
- Politique en Serbie, Politique en Serbie (rubriques)
- Yougo-nostalgie
- Classements internationaux de la Bosnie-Herzégovine (en)
- Liste de guerres impliquant le Yougoslavie (en)
- Liste de guerres impliquant le Bosnie-Herzégovine (en)
- Nationalisme bosnien (en)
- Hajdučka Republika Mijata Tomića, micro-nation, 2002

## Arts de la table

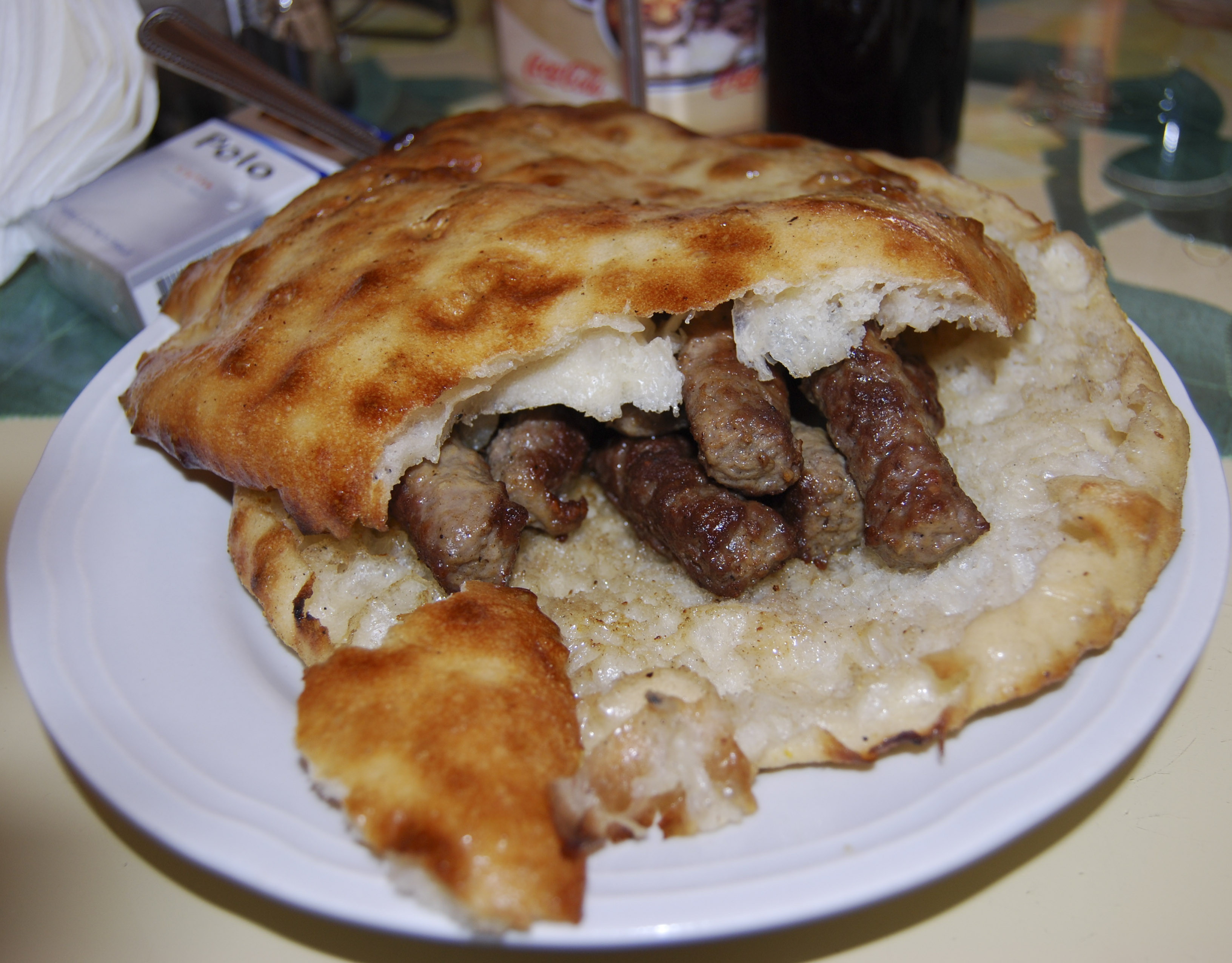
Ćevapi bosnien

### Cuisine
- Régime méditerranéen, Cuisine méditerranéenne (rubriques)
- Cuisine des Balkans (rubriques), Balkan cuisine (en)
- Cuisine croate (rubriques), cuisine croate
- Cuisine bosnienne (rubriques)
- Cuisine albanaise (rubriques), cuisine albanaise
- Cuisine macédonienne, Cuisine macédonienne (rubriques)
- Cuisine monténégrine
- Cuisine kosovarde (en), cuisine turque
- Liste de fromages de Bosnie-Herzégovine (en)
  - dont Fromage trappiste (Bosnie) (en)  et Fromage bosniaque fumé (en)

### Boissons
- Boissons des Balkans
- Thé, café, CoffeeFest (en), Coffee culture in former Yugoslavia (en)
- Eau minérale, Knjaz Miloš Aranđelovac (KMA)
- Babeurre, Ayran
- Jus de fruits
- Salep
- Boissons gazeuses
- Boissons fermentées : Boza, Kvas
- Guarana (drink) (en)
- Bière : la bière Nikšićko est la plus répandue.
- Vin, Viticulture en Bosnie-Herzégovine
- Alcools
  - Rakija, Slivovitz, Vinjak
  - Pelinkovac (en), Komovica (en), Gorki list (en)
- Voir aussi
  - Articles : Cuisine serbe, Cuisine macédonienne, Cuisine monténégrine, Cuisine albanaise, Cuisine turque
  - Catégories : Gastronomie bosnienne, Gastronomie croate
  - Cuisine de Bosnie-Herzégovine, Cuisine kosovarde (en)

## Santé
- Santé, Santé publique, Protection sociale
- Sport en Bosnie-Herzégovine, Sport en Bosnie-Herzégovine (rubriques)
- Santé en Bosnie-Herzégovine (en)
- Liste des pays par taux de tabagisme
- Liste des pays par taux de natalité
- Liste des pays par taux de suicide

### Sports
- Sportifs bosniens
- Sportives bosniennes
- Bosnie-Herzégovine aux Jeux olympiques
- Bosnie-Herzégovine aux Jeux paralympiques

### Arts martiaux
- Arts martiaux en Bosnie-Herzégovine
- Liste des arts martiaux et sports de combat
- Boxe, Karaté

### Yougoslavie (1945-1992)
- Sport en Yougoslavie, Sport en Yougoslavie (rubriques)
- Sportifs yougoslaves, Sportives yougoslaves
- Yougoslavie aux Jeux olympiques

### Autres
- Échecs

## Médias
- Média en Bosnie-Herzégovine (en), Média en Bosnie-Herzégovine (rubriques)
- Télécommunications en Bosnie-Herzégovine (en), Télécommunications en Bosnie-Herzégovine (rubriques)
- Journalistes bosniens
- Censure en Bosnie-Herzégovine

### Presse écrite
- Presse écrite en Bosnie-Herzégovine, Presse écrite en Bosnie-Herzégovine (rubriques)
- Liste de journaux en Bosnie-Herzégovine
- Liste des magazines en Bosnie-Herzégovine

### Radio
- Radio en Bosnie-Herzégovine, Radio en Bosnie-Herzégovine (rubriques)
- Radio-télévision en Bosnie-Herzégovine
- Liste des stations de radio en Bosnie-Herzégovine

### Télévision
- Télévision en Bosnie-Herzégovine, Télévision en Bosnie-Herzégovine (rubriques)
- Television in Bosnia and Herzegovina (en)

### Internet (.ba)
- Internet en Bosnie-Herzégovine, Internet en Bosnie-Herzégovine (rubriques)
- Blogueurs bosniens
- Sites web bosniens
- Press Reader[3] (Bulac/Inalco)

## Littérature
- Littérature bosnienne, Littérature bosnienne (rubriques)
- Littérature bosnienne (ébauche) (en)
- Festivals littéraires : Krokodil Literary Festival (en), International Novi Sad Literature Festival (en)
- Prix littéraires en Bosnie-Herzégovine
- Romans bosniens
- Liste d'écrivains de Bosnie-Herzégovine (en)
- Liste alphabétique d'écrivains de Bosnie-Herzégovine (en)
- Écrivains bosniens , Liste chronologique d'écrivains bosniens
  - Ivo Andrić (1892-1975), Prix Nobel de littérature 1961
  - Meša Selimović (1910-1982)
  - Branko Ćopić (1915-1984), écrivain, poète
  - Mak Dizdar (1917-1971), poète
  - Abdulah Sidran (1944-), écrivain, poète et scénariste
  - Dževad Karahasan (1953-2023)
  - Aleksandar Hemon (1964-)
  - Velibor Čolić (1964-)
  - Miljenko Jergović (1966-), auteur de best-sellers
  - Zlata Filipović (1980-)
- Midaht Begic, L'écrivain musulman dans la littérature yougoslave[4] (1984)

## Artisanat
- Arts appliqués, Arts décoratifs, Arts mineurs, Artisanat d'art, Artisan(s), Trésor humain vivant, Maître d'art
- Artisanat par pays, Artistes par pays

Les savoir-faire liés à l’artisanat traditionnel relèvent (pour partie) du patrimoine culturel immatériel de l'humanité.
Mais une grande partie des techniques artisanales ont régressé, ou disparu, dès le début de la colonisation, et plus encore avec la globalisation, sans qu'elles aient été suffisamment recensées et documentées.

### Arts graphiques
- Calligraphie, Enluminure, Gravure, Origami

### Design
- Designers bosniens

### Textiles
- Art textile, Arts textiles, Fibre, Fibre textile, Design textile
- Mode, Costume, Vêtement, Confection de vêtement, Stylisme
- Technique de transformation textile, Tissage, Broderie, Couture, Tricot, Dentelle, Tapisserie,
- Stylistes bosniens

### Cuir
- Maroquinerie, Cordonnerie, Fourrure

### Papier
- Papier, Imprimerie, Techniques papetières et graphiques, Enluminure, Graphisme, Arts graphiques, Design numérique

### Bois
- Travail du bois, Boiserie, Menuiserie, Ébénisterie, Marqueterie, Gravure sur bois, Sculpture sur bois, Ameublement, Lutherie

### Métal
- Métal, Sept métaux, Ferronnerie, Armurerie, Fonderie, Dinanderie, Dorure, Chalcographie

### Poterie, céramique, faïence
- Mosaïque, Poterie, Céramique, Terre cuite

### Verrerie d'art
- Arts du verre, Verre, Vitrail, Miroiterie

### Joaillerie, bijouterie, orfèvrerie
- Lapidaire, Bijouterie, Horlogerie, Joaillerie, Orfèvrerie

### Espace
- Architecture intérieure, Décoration, Éclairage, Scénographie, Marbrerie, Mosaïque
- Jardin, Paysagisme

## Arts visuels
- Arts visuels, Arts plastiques
- Art en Bosnie-Herzégovine (bs), Art bosnien (rubriques)
- Bosnian art (en)
- Artistes bosniens
- Artistes contemporains bosniens
- Écoles d'art en Bosnie-Herzégovine : Académie des beaux-arts Sarajevo, Académie des Arts de Banja Luka[5]
- Musées d'art en Bosnie-Herzégovine, Liste de musées en Bosnie-Herzégovine
- Académie des sciences et des arts de Bosnie-Herzégovine (1951)
- Nada (magazine) (en) (1895-1903)
- Sarajevo International Culture Exchange (en)

### Dessin
- Dessinateurs bosniens
- Graveurs bosniens
- Illustrateurs bosniens
- Affichistes bosniens
- Auteurs bosniens de bande dessinée
- Gravure par pays

### Peinture
- Peinture bosnienne, Peinture en Bosnie-Herzégovine (rubriques)
- Peinture et sculpture en Bosnie-Herzégovine (ébauche) (en)
- Peintres bosniens, dont Mersad Berber, Safet Zec (en)
- Liste de peintres de Bosnie-Herzégovine (en)

### Sculpture
- Sculpture en Bosnie-Herzégovine, Sculpture bosnienne (rubriques)
- Catégorie:Sculpture en Bosnie-Herzégovine, Sculpture en Bosnie-Herzégovine (rubriques)
- Peinture et sculpture en Bosnie-Herzégovine (en)
- Sculpteurs bosniens

### Architecture
- Architecture en Bosnie-Herzégovine, Architecture en Bosnie-Herzégovine (rubriques)
  - Architecture à Banja Luka, Architecture à Mostar (en), Architecture à Sar{ajevo
  - Architecture en Yougoslavie
- Monument national (Bosnie-Herzégovine) par ville, dont Monuments nationaux de Sarajevo
- Style bosnien en architecture (en)
- Architectes bosniens, dont Ernst Lichtblau, Josip Vancaš, Josip Pospišil, Uglješa Bogunović, Karel Pařík, Alexander Wittek, Josip Vancaš
- Urbanisme en Bosnie-Herzégovine (rubriques)
- Édifices religieux en Bosnie-Herzégovine, dont
  - Liste des monastères de l'Église orthodoxe serbe, dont environ 34 sur le territoire actuel de la Bosnie-Herzégovine
  - 4 Cathédrales de l'Église orthodoxe serbe en Bosnie-Herzégovine, 61 Églises de l'Église orthodoxe serbe en Bosnie-Herzégovine
  - Églises orthodoxes en Bosnie-Herzégovine
  - Églises de l'Église orthodoxe serbe en Bosnie-Herzégovine
  - Couvents franciscains en Bosnie-Herzégovine
  - Mosquées en Bosnie-Herzégovine
  - Synagogues en Bosnie-Herzégovine
- Tours horloges en Bosnie-Herzégovine, Sahat kula (en) (tour-horloge ottomane, particulièrement en Bosnie-Herzégovine)

### Photographie
- Photographie en Bosnie-Herzégovine, Photographie en Bosnie-Herzégovine (rubriques)
- Photographes bosniens

### Graphisme
- Graphistes bosniens

## Arts du spectacle
- Spectacle vivant, Performance, Art sonore
- Liste de festivals à Sarajevo (en)
- Arts de performance en Bosnie-Herzégovine (rubriques) (en)

L'Académie des Arts de Performance de Sarajevo (en) (bosnien : Akademija scenskih umjetnosti Sarajevo / Академија сценских умјетности Сарајево), de l'université de Sarajevo, est le principal organisme public de formation (du pays) pour les diverses formes de théâtre, danse et cinéma.

### Musique(s)
- Musique par pays, Musique improvisée, Improvisation musicale
- Musique traditionnelle
- Musique bosnienne, Musique bosnienne (rubriques)
- Musiciens bosniens, Compositeurs bosniens
- Chant choral bosnien, Ganga (chant), Sevdalinka[6]
- Liste de chants du folklore de Bosnie-Herzégovine (en)
- Chanteurs bosniens, Chanteuses bosniennes
- Écoles de musique en Bosnie-Herzégovine (en)
  - Pavarotti Music Centre, Sarajevo Music Academy, Secondary Music School in Tuzla, Teachers Faculty, University Džemal Bijedić of Mostar
- Œuvres de compositeurs bosniens, Opéras bosniens
- INSAM Institute for Contemporary Artistic Music (en) (Sarajevo)
- Hip-hop serbe, Turbo folk
- Musique populaire bosnienne (en)
- École de pop rock de Sarajevo (sr)
- Hip hop de Bosnie-Herzégovine (en)
- Musique en Yougoslavie (1945-1992)
  - Punk yougoslave, Nouvelle vague musicale yougoslave
  - Popular music in the Socialist Federal Republic of Yugoslavia (en)
- Festivals de musique en Bosnie-Herzégovine
- Récompenses de musique en Bosnie-Herzégovine
- Musique serbe, Musique macédonienne, Musique tzigane
- Musique des Balkans (en)

### Danse(s)
- Danse en Bosnie-Herzégovine, Danse en Bosnie-Herzégovine(rubriques)
- Liste de danses, Catégorie:Danse par pays
- Liste de(s) danses nationales (en)
- Liste de danses populaires, ethniques, régionales par origine (en)
- Danses bosniaques
- Danse traditionnelle, moderne
- Danse contemporaine
- Liste de compagnies de danse et de ballet, Compagnies de danse contemporaine
- Danse en Yougoslavie (1945-1992), Danse en Yougoslavie (rubriques)
- Liste de chorégraphes contemporains, Chorégraphes bosniens
- Danseurs bosniens
- Serbian dances (en), Kolo (danse)
- Festivals de danse en Bosnie-Herzégovine, dont Ballet Fest Sarajevo (en)
- Récompenses de danse en Bosnie-Herzégovine
- Patinage artistique en Bosnie-Herzégovine

### Théâtre
- Improvisation théâtrale, Jeu narratif
- Théâtre en Bosnie-Herzégovine, Théâtre macédonien (rubriques), Théâtre yougoslave (rubriques)
- Théâtre en Bosnie-Herzégovine (en) (rubriques)
- Académie des arts de performance de Sarajevo (en)
- Dramaturges bosniens
- Metteurs en scène bosniens, Liste de metteurs en scène bosniens
  - Zoran Bečić (en)
- Pièces de théâtre bosniennes
- Salles de théâtre en Bosnie-Herzégovine (en), dont
  - Théâtre national de Sarajevo
  - Jeune Théâtre de Sarajevo (en)
  - Kamerni teatar 55 (en) (1955-)
  - Sarajevo War Theatre (en)
  - Théâtre National Bosnien de Zenica (en), (Bosansko narodno pozorište Zenica (BNP Zenica), créé au début des années 1950[7]
  - Mostar Youth Theatre 1974 (en)
- Troupes ou compagnies :
- Festivals de théâtre : MESS (festival) (en) (1960-)
- Récompenses de théâtre :

### Autres scènes: marionnettes, mime, pantomime, prestidigitation
Les arts mineurs de scène, arts de la rue, arts forains, cirque, théâtre de rue, spectacles de rue, arts pluridisciplinaires, performances manquent encore de documentation pour le pays …
Pour le domaine de la marionnette, la référence est : Arts de la marionnette en Bosnie-Herzégovine, sur le site de l'Union internationale de la marionnette UNIMA).
- Marionnettistes bosniens
  - Théâtre pour enfants de la République serbe[8], Théâtre des enfants de la république serbe de Bosnie (« Dječije pozorište Republike Srpske ») à Banja Luka
  - Festival international des théâtres pour enfants de Banja Luka
  - Théâtre de Marionnettes de Mostar (« Pozorište Lutaka Mostar »), depuis 1952, dans l'ancienne synagogue rénovée
  - Festival international des Théâtres de marionnettes pour enfants, à Sarajevo-est, fondé en 2000 par Vitomir Mitrić
  - Atelier de marionnettes de Sarajevo depuis 1997 : Dubravka Zrnčić Kulenović et Marko Kovačević
  - Rencontres théâtrales (1971-1990) et la Biennale de Bugojno (1980-1990)

### Cinéma
- Cinéma de Bosnie-Herzégovine, Cinéma bosnien (rubriques)
- Animation par pays, Cartoon
- Réalisateurs bosniens, Scénaristes bosniens, Monteurs bosniens
- Acteurs bosniens, Actrices bosniennes
- Films bosniens, Liste de films bosniens, Liste de films de Bosnie-Herzégovine (en)
  - No Man's Land
  - Summer in the Golden Valley (en)
  - Films documentaires bosniens
  - Films d'animation bosniens
- Cinéma yougoslave, Cinéma yougoslave (rubriques) (1945-1992), Archives du film yougoslave de Belgrade, Liste de films yougoslaves (en)
- Cinémathèque de Sarajevo (Alipašina 19, Sarajevo 71200)[9]
- Institut du film de Banja Luka
- Festivals de cinéma en Bosnie-Herzégovine
  - Festival du film de Sarajevo (1995)
  - Pravo Ljudski Film Festival (en) (droits humains), à Sarajevo depuis 2006
  - Festival de Cinéma pour la Jeunesse de Sarajevo (en) (Sarajevo, depuis septembre 2008)
  - Festival Merlinka (en), festival LGBTQI+, à Sarajevo, depuis septembre 2009
  - VIVA Film Festival (en) (Sarajevo, depuis 2015)
  - Festival de Cinéma de Mode de Sarajevo (en) (Sarajevo, depuis 2015)
  - Al Jazeera Balkans Documentary Film Festival (en) (Sarajevo, depuis 2018)
  - Festival de cinéma de Jahorina (station de ski, près de Sarajevo)
  - Festival international du court métrage Kratkofil à Banja Luka, depuis 2007
  - Festival international du film de Banja Luka depuis 2008** Festival de Cinéma de Tuzla (en) (depuis 2012)
  - Festival de Cinéma de Bosnie-Herzégovine (en) (BHFF, New-York, depuis 2003)

- Récompenses de cinéma :
  - Prix du Festival de cinéma de Sarajevo

### Autres
- Vidéo, Jeux vidéo, Art numérique, Art interactif
- Culture alternative, Culture underground

## Tourisme
- Tourisme en Bosnie-Herzégovine (en), Tourisme en Bosnie-Herzégovine (rubriques)
- Liste des monuments nationaux de Bosnie-Herzégovine
- Aires protégées de Bosnie-Herzégovine
- Sur WikiVoyage
- Conseils aux voyageurs pour la Bosnie-Herzégovine :
  - France Diplomatie.gouv.fr
  - Canada international.gc.ca
  - eda.admin.ch
  - USA US travel.state.gov

## Patrimoine
- Liste des forteresses de Bosnie-Herzégovine
- Monuments nationaux en Bosnie-Herzégovine, Monument national (Bosnie-Herzégovine)
  - dont Monuments nationaux de Banja Luka, Monuments nationaux de Mostar, Monuments nationaux de Sarajevo
- Liste des monastères de l'Église orthodoxe serbe, dont 5 ou 6 en Bosnie-Herzégovine
- Liste de cathédrales en Bosnie-Herzégovine (en)
- Liste de mosquées en Bosnie-Herzégovine (en)

### Musées
- Liste de musées en Bosnie-Herzégovine

### Liste du Patrimoine mondial
Le programme Patrimoine mondial (UNESCO, 1971) a inscrit dans sa liste du Patrimoine mondial (au 12/01/2016) : Liste du patrimoine mondial en Bosnie-Herzégovine

### Liste représentative du patrimoine culturel immatériel de l’humanité
Le programme Patrimoine culturel immatériel (UNESCO, 2003) a inscrit dans sa liste représentative du patrimoine culturel immatériel de l’humanité (au 10/01/2016) :
- 2014 : La broderie de Zmijanje (Manjača)[10]
- 2017 : La sculpture sur bois à Konjic[11]
- 2018 : La cueillette de la germandrée sur le mont Ozren[12]

### Registre international Mémoire du monde
Le programme Mémoire du monde (UNESCO, 1992) a inscrit dans son registre international Mémoire du monde (au 10/01/2016) : rien.